# Дмитренка
Дмитре́нка — село в Україні, у Борозенській сільській громаді Бериславського району Херсонської області. Населення становить 81 осіб.

## Населення

### Мовний склад
Рідна мова населення за даними перепису 2001 року:
| Мова       | Чисельність, осіб | Доля     |
| ---------- | ----------------- | -------- |
| Українська | 80                | 98,77 %  |
| Молдовська | 1                 | 1,23 %   |
| Разом      | 81                | 100,00 % |

## Історія
12 червня 2020 року, відповідно до Розпорядження Кабінету Міністрів України від № 726-р «Про визначення адміністративних центрів та затвердження територій територіальних громад Херсонської області», увійшло до складу  Борозенської сільської громади.
19 липня 2020 року, в результаті адміністративно-територіальної реформи та ліквідації  Великоолександрівського району увійшло до складу Бериславського району.